# Édson Cegonha
Édson de Souza Barbosa (Rio de Janeiro, 20 juni 1943 – aldaar, 17 juli 2015) was een Braziliaans voetballer, beter bekend als Édson Cegonha.  

## Biografie
Édson begon bij de jeugd van Bonsucesso, een kleiner team uit Rio en maakte in 1963 de overstap naar Coritnhians. Hiermee won hij in 1966 het Torneio Rio-São Paulo. Dit leverde hem een selectie op voor het nationale elftal. Hij speelde een vriendschappelijke wedstrijd op 18 mei 1966 tegen Wales. Hij zat ook in de selectie voor het WK 1966 maar kwam niet aan spelen toe.
In 1969 verliet hij Corinthians voor stadsrivaal São Paulo en won er in 1970 en 1971 het Campeonato Paulista mee. In 1973 ging hij naar Palmeiras waar hij nog twee jaar speelde.
Hij overleed in de zomer van 2015 aan meervoudig orgaanfalen. Hij was gehuwd met zangeres Beth Carvalho.